# 파블로 마르틴 루이스
파블로 마르틴 루이스(스페인어: Pablo Martín Ruiz, 1987년 7월 17일 ~ )는 아르헨티나의 축구 선수이며, 포지션은 공격수와 미드필더를 소화한다. 현재 아르헨티나 프리메라 B 나시오날의 산마르틴 산후안에서 활약하고 있다.

## 축구인 경력

### 클럽 경력
파블로는 2007년 자신이 유소년 선수 시절을 보낸 아르헨티나의 축구 클럽 누에바 시카고에서 프로 선수로 데뷔했다. 2016년 12월 27일 프리메라 B 나시오날의 비야 달미네에 입단하였다.
2017년 서울 이랜드 입단이 발표되었으나, 끝내 이적이 번복되었다.